# Canada’s Walk of Fame

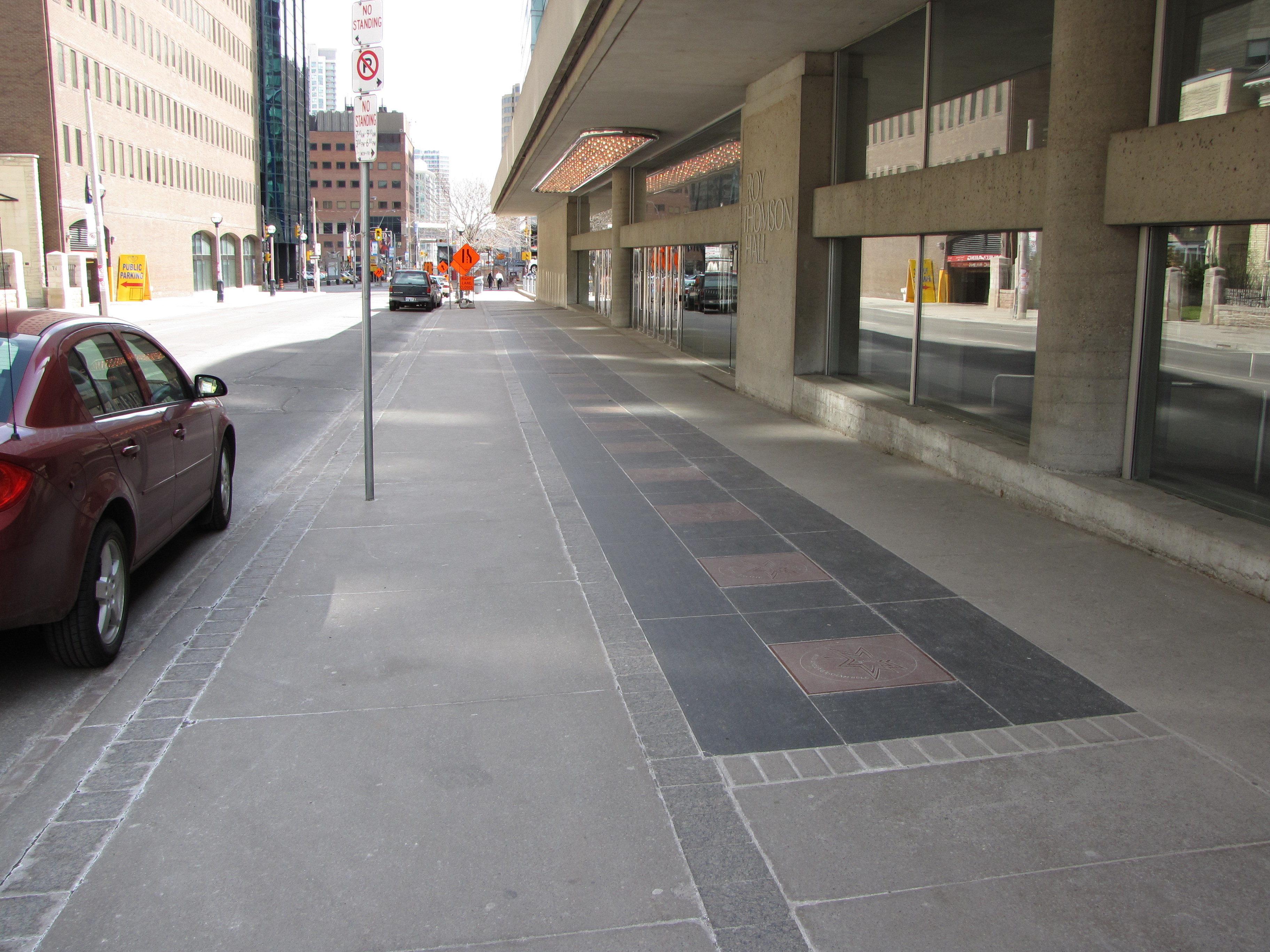
Csillagok a Simcoe utcán

A Canada’s Walk of Fame (franciául Allée des célébrités canadiennes) a kanadai hírességek sétánya Torontóban. A város 13 háztömbnyi utcáján fekszik sorban híres kanadai személyek juharlevél-szerű csillaga. Az első csillagokat 1998-ban hozták létre, azóta több mint 130 kanadai atléta, edző, színész, rendező, író és filmproducer, televíziós és színházi személy, énekes, dalszövegíró, zenész, színdarabíró, szerző, komikus, karikaturista és modell neve sorakozik az utcákon.

## Történelem
A sétány ötlete 1996-ban merült föl, amikor az alapító és elnök, Peter Soumalias javasolta létrehozását a Toronto Entertainment District Association tanácsa előtt híres torontói személyek részére. Javaslatát akkor elutasították, de Soumalias Bill Ballarddal, Dusty Cohllal és Gary Slaighttal együtt megalapította a kanadai hírességek sétányát. Az anyagi támogatás, a kutatások és a hírverés hiánya ellenére 1998-ban első osztályú jelöltjeikkel sikerrel kezdték a sorozatot. A helyszín népszerű turista látnivalóvá vált Torontóban.
2005-ben a rendezők tanácsa versenyt hirdetett, hogy új helyszínt tervezzenek a sétány számára. A győztest 2006 szeptemberében hirdették ki, melynek következtében a csillagokat a Roy Thomson Hall mellé, a Pecaut térre költöztették. Bár 2008-ban a városvezetéssel folytatott tárgyalások kudarcba fulladtak, a szervezők további helyek után kutattak a belváros magánterületei között.